# Matyra
Matyra (rusky Maтыpa) je řeka v Tambovské a Lipecké oblasti v Rusku. Je 180 km dlouhá. Povodí má rozlohu 5180 km².

## Průběh toku
Pramení a protéká ve Oksko-donskou rovinou. Je levým přítokem řeky Voroněž (povodí Donu).

## Vodní stav
Zdrojem vody jsou převážně sněhové srážky. Průměrný roční průtok vody ve vzdálenosti 39 km od ústí činí 11,7 m³/s. Zamrzá v listopadu až na začátku prosince a rozmrzá na konci března až v první polovině dubna.

## Využití
Na řece leží město Grjazi a byla na ní vybudována přehradní nádrž.